# 井原市站
井原市站（日语：／ Ibaraichi eki */?）是位於廣島縣廣島市安佐北區白木町大字井原798番，西日本旅客鐵道（JR西日本）的藝備線車站。

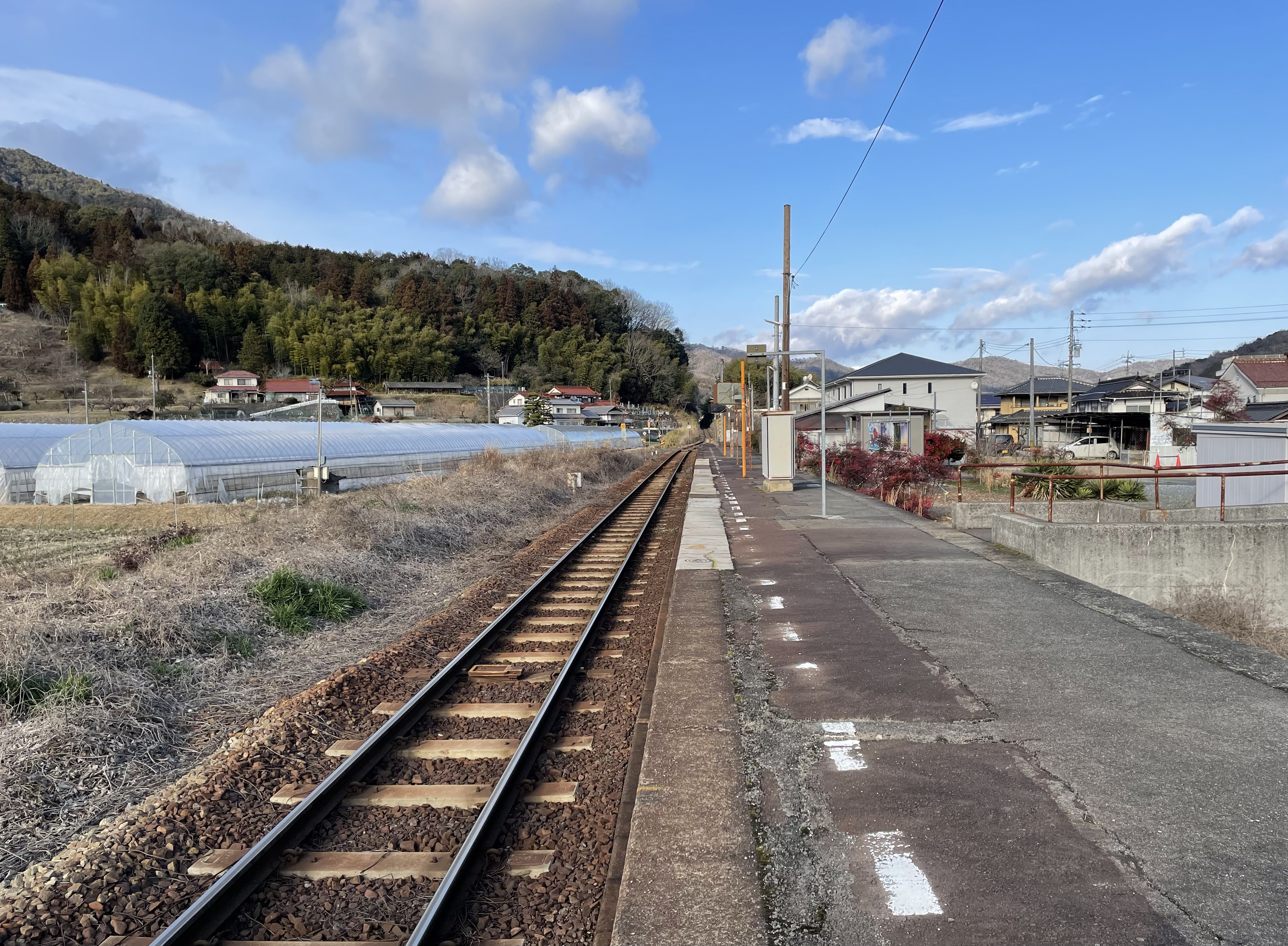
月台（2024年1月）

## 歷史
- 1915年（大正4年）4月28日 - 藝備鐵道（日语：芸備鉄道）東廣島站（第一代，不是現時山陽新幹線車站）至志和地站開業，此站啟用。
  - 當時車站地址為廣島縣高田郡井原村。
- 1937年（昭和12年）7月1日 - 藝備鐵道被國有化，備中神代站至廣島站之間成為藝備線。此站成為藝備線車站。
- 1956年（昭和31年）9月30日 - 隨著白木町（日语：白木町）成立，車站地址變為廣島縣高田郡白木町大字井原。
- 1973年（昭和48年）10月22日 - 白木町編入至廣島市，車站地址變為廣島縣廣島市白木町大字井原。
- 1980年（昭和55年）4月1日 - 廣島市成為政令指定都市，車站地址變為廣島縣廣島市安佐北區白木町大字井原。
- 1986年（昭和61年）4月1日 - 成為無人車站，設置自動售票機。
- 1987年（昭和62年）4月1日 - 伴隨國鐵分割民營化，車站由西日本旅客鐵道（JR西日本）營運。
- 2018年（平成30年）7月6日 - 發生豪雨，使此站暫停營業。
- 2019年（平成31年）
  - 2月25日 - 建成104年的木造車站大樓開始拆卸[1]。（在前日舉行了車站大樓告別活動）
  - 4月4日 - 三次站至中三田站之間暫定重開[2]。

## 車站構造
車站是一座地面車站，設有1面1線的單式月台，往廣島方向的列車會開啟左邊車門。此站由於曾經設有貨物起卸業務，因此車站範圍較大。另外，此站曾經設有1面2線的島式月台。
此站曾經設有木造瓦頂的車站大樓，由於大樓經過數次擴展，因此建築物結構比較怪異。此站是由廣島站管理的無人車站。站內設有自動售票機（在廣島地區引入ICOCA時已經更換機種，但是此站不可使用ICOCA）。此站設有男女共用旱廁。。另外，此站位於JR特定都區市內制度中，「廣島市內」的車站（同時為市內最東車站）。

## 車站周辺
- 三篠川
- 井原郵局
- 廣島市立井原小學
- 荒谷山
- 神之倉山（日语：神ノ倉山）

## 使用狀況
根據「廣島市統計書」和「廣島市勢要覧」，以下為使用人次。
| 年度               | 1日平均 乘車人次 | 1年總 乘車人次 | 定期票 人次 | 普通票 人次 |
| ------------------ | ---------------- | -------------- | ----------- | ----------- |
| 1974年（昭和49年） | 706.6            | 515,849        | 410,186     | 105,663     |
| 1975年（昭和50年） | 650.1            | 475,882        | 372,330     | 103,552     |
| 1976年（昭和51年） | 668.2            | 487,766        | 384,472     | 103,294     |
| 1977年（昭和52年） | 645.2            | 471,020        | 367,132     | 103,888     |
| 1978年（昭和53年） | 610.2            | 445,431        | 349,624     | 95,807      |

| 年度                | 1日平均 乘車人次 |
| ------------------- | ---------------- |
| 1979年（昭和54年）  | 524              |
| 1980年（昭和55年）  | 489              |
| 1981年（昭和56年）  | 489              |
| 1982年（昭和57年）  | 471              |
| 1983年（昭和58年）  | 438              |
| 1984年（昭和59年）  | 404              |
| 1985年（昭和60年）  | 384              |
| 1986年（昭和61年）  | 355              |
| 1987年（昭和62年）  | 354              |
| 1988年（昭和63年）  | 371              |
| 1989年（平成 元年） | 322              |
| 1990年（平成02年）  | 340              |
| 1991年（平成03年）  | 327              |
| 1992年（平成04年）  | 316              |
| 1993年（平成05年）  | 315              |
| 1994年（平成06年）  | 302              |
| 1995年（平成07年）  | 291              |
| 1996年（平成08年）  | 268              |
| 1997年（平成09年）  | 246              |
| 1998年（平成10年）  | 230              |
| 1999年（平成11年）  | 211              |
| 2000年（平成12年）  | 202              |
| 2001年（平成13年）  | 192              |
| 2002年（平成14年）  | 183              |
| 2003年（平成15年）  | 186              |
| 2004年（平成16年）  | 174              |
| 2005年（平成17年）  | 161              |
| 2006年（平成18年）  | 152              |
| 2007年（平成19年）  | 142              |
| 2008年（平成20年）  | 138              |
| 2009年（平成21年）  | 131              |
| 2010年（平成22年）  | 124              |
| 2011年（平成23年）  | 117              |
| 2012年（平成24年）  | 113              |
| 2013年（平成25年）  | 110              |
| 2014年（平成26年）  | 102              |
| 2015年（平成27年）  | 98               |
| 2016年（平成28年）  | 95               |
| 2017年（平成29年）  | 90               |
| 2018年（平成30年）  | 65               |

乘車人次圖表

## 相鄰車站
西日本旅客鐵道（JR西日本）
 藝備線
■快速「三次快車」
通過
■普通
向原－井原市－志和口

## 注腳
1. ↑  中国新聞アルファ. . 中国新聞アルファ.   [2019-04-03]. （原始内容存档于2019-04-04） （日语）.
2. ↑  . www.westjr.co.jp.   [2019-04-03]. （原始内容存档于2019-04-03） （日语）.

## 外部連結
- 井原市｜車站資訊：JR出門網 - 西日本旅客鐵道（日語）